# Buxières-sous-les-Côtes
Buxières-sous-les-Côtes es una comuna francesa situada en el departamento de Mosa, en la región de Gran Este.

## Demografía
| 393 | 316 | 282 | 280 | 276 | 277 | 274 |
| Para los censos de 1962 a 1999 la población legal corresponde a la población sin duplicidades (Fuente: INSEE [Consultar]) |     |     |     |     |     |     |